# Cuy (Yonne)
Cuy és un municipi francès, situat al departament del Yonne i a la regió de Borgonya - Franc Comtat. L'any 2007 tenia 727 habitants.

## Demografia

### Població
El 2007 la població de fet de Cuy era de 727 persones. Hi havia 250 famílies, de les quals 48 eren unipersonals (20 homes vivint sols i 28 dones vivint soles), 77 parelles sense fills, 109 parelles amb fills i 16 famílies monoparentals amb fills.
La població ha evolucionat segons el següent gràfic:
Habitants censats

### Habitatges
El 2007 hi havia 295 habitatges, 258 eren l'habitatge principal de la família, 30 eren segones residències i 7 estaven desocupats. 287 eren cases i 7 eren apartaments. Dels 258 habitatges principals, 191 estaven ocupats pels seus propietaris, 64 estaven llogats i ocupats pels llogaters i 4 estaven cedits a títol gratuït; 2 tenien una cambra, 18 en tenien dues, 49 en tenien tres, 72 en tenien quatre i 117 en tenien cinc o més. 215 habitatges disposaven pel capbaix d'una plaça de pàrquing. A 111 habitatges hi havia un automòbil i a 129 n'hi havia dos o més.

### Piràmide de població
La piràmide de població per edats i sexe el 2009 era:
| Homes | Edats   | Dones |
| ----- | ------- | ----- |
| 0     | 95 o +  | 0     |
| 0     | 90 a 94 | 0     |
| 8     | 85 a 89 | 4     |
| 4     | 80 a 84 | 4     |
| 4     | 75 a 79 | 8     |
| 4     | 70 a 74 | 8     |
| 8     | 65 a 69 | 0     |
| 20    | 60 a 64 | 12    |
| 4     | 55 a 59 | 20    |
| 32    | 50 a 54 | 16    |
| 24    | 45 a 49 | 28    |
| 32    | 40 a 44 | 36    |
| 20    | 35 a 39 | 20    |
| 8     | 30 a 34 | 32    |
| 20    | 25 a 29 | 4     |
| 12    | 20 a 24 | 16    |
| 36    | 15 a 19 | 40    |
| 32    | 10 a 14 | 44    |
| 40    | 5 a 9   | 16    |
| 8     | 0 a 4   | 12    |

## Economia
El 2007 la població en edat de treballar era de 477 persones, 358 eren actives i 119 eren inactives. De les 358 persones actives 322 estaven ocupades (166 homes i 156 dones) i 35 estaven aturades (18 homes i 17 dones). De les 119 persones inactives 31 estaven jubilades, 50 estaven estudiant i 38 estaven classificades com a «altres inactius».

### Ingressos
El 2009 a Cuy hi havia 267 unitats fiscals que integraven 731,5 persones, la mediana anual d'ingressos fiscals per persona era de 19.378 €.

### Activitats econòmiques
Dels 34 establiments que hi havia el 2007, 2 eren d'empreses de fabricació de material elèctric, 2 d'empreses de fabricació d'altres productes industrials, 5 d'empreses de construcció, 11 d'empreses de comerç i reparació d'automòbils, 2 d'empreses de transport, 2 d'empreses d'hostatgeria i restauració, 2 d'empreses financeres, 1 d'una empresa immobiliària, 4 d'empreses de serveis, 2 d'entitats de l'administració pública i 1 d'una empresa classificada com a «altres activitats de serveis».
Dels 9 establiments de servei als particulars que hi havia el 2009, 1 era un taller de reparació d'automòbils i de material agrícola, 1 paleta, 1 guixaire pintor, 1 lampisteria, 2 electricistes, 1 perruqueria i 2 restaurants.
Dels 2 establiments comercials que hi havia el 2009, 1 era una botiga de més de 120 m² i 1 una botiga de roba.
L'any 2000 a Cuy hi havia 4 explotacions agrícoles que ocupaven un total de 588 hectàrees.

## Equipaments sanitaris i escolars
El 2009 hi havia 1 escola maternal i 1 escola elemental.

## Poblacions més properes
El següent diagrama mostra les poblacions més properes.